# Chapelle-Spinasse
Chapelle-Spinasse è un comune francese di 120 abitanti situato nel dipartimento della Corrèze nella regione della Nuova Aquitania.

## Società

### Evoluzione demografica
Abitanti censiti